# Impérial Palace

L'Impérial Palace est un hôtel quatre étoiles situé, à Annecy dans le département français de la Haute-Savoie, sur les bords du lac d'Annecy. L'hôtel est entouré de jardins publics qui abrite également un casino et un centre de séminaires.

## Situation
L'hôtel de l'Impérial est situé à Annecy, dans le département français de la Haute-Savoie. Il se situe au niveau du 32, avenue de l'Albigny, au bout de l'allée de l'Impérial.
L'édifice est installé sur la presqu'île de l'Albigny.

## Histoire

### Inauguration
Le projet d'un grand hôtel, à Annecy, débute en 1912, sous l'impulsion de René Levraz, directeur du Grand Hôtel de Verdun,. Ce dernier reprend un projet de Saturnin Fabre, qui, en 1899, souhaitait installer sur les prés-marais du Pâquier et d'Albigny un complexe hôtelier comportant « un casino, un hôtel et un vaste boulevard […] un théâtre, une salle des fêtes, une salle d'expositions, une bibliothèque, des ateliers de peinture et de photographie, des salons de repos, un restaurant. »
Le site choisi est l'Albigny, où il acquiert à la famille Ruphy, un terrain pour la valeur de 500 000 fr.,. Les travaux sont confiés à l'architecte, Louis Ruphy.
Les travaux durent dix mois,. Plus de trois cents ouvriers italiens participent au chantier. L'édifice est construit sur des « pilotis en raison de l'instabilité du sous-sol ». L'hôtel compte  300 chambres. Le restaurant est de style Louis XVI et les salons de style Empire.
L'hôtel est agrémenté d'un parc de 41 000 m2.
Le diner inaugural se déroule le 14 juillet 1913,.

### Vie mondaine et changement de proriétaires
L'établissement accueille la haute société à partir de 1918, après la fin des combats de la Première Guerre mondiale. Parmi les clients, Sacha Guitry, le prince Georges d'Angleterre.
Vers la fin des années 1930, René Levraz connaît des difficultés économiques et se voit contraint de vendre à l'Union national des sociétés mutuelles de retraites des anciens combattants. La propriété de l'établissement passe à la Caisse mutuelle autonome des anciens combattants, qui fait faillite en 1933, à Alban Dulong.

### Seconde Guerre mondiale et après-guerre
En janvier 1944, le département est en état de siège. Le régime de Vichy ne réussissant pas à prendre le dessus, les troupes allemandes interviennent. À partir de mars 1944, l'état major allemand s'installe à l'Impérial Palace.
Il sert également d'hôpital pour l'armée allemande.
À la Libération, il devient le quartier général de la Résistance.
La guerre ayant pris fin, l'hôtel retrouve son activité. Le site accueille des personnalités françaises, Edith Piaf, comme internationales Winston Churchill et Charlie Chaplin.
En 1947, des travaux de restauration sont engagés. L'hôtel accueille des sessions de l'ONU.

### Déclin et renaissance
Vers les années 1950, les premiers signes de déclin se manifestent, le palace ne fait plus recette. En 1962, l'hôtel revient à l'épouse d'Alban Dulong. Les difficultés persistantes aboutissent à la fermeture de l'établissement le 8 septembre 1965,. Divers projets sont établis, mais aucun n'aboutit
Le 20 mars 1967, par délibération, la municipalité d'Annecy acquiert à la Caisse nationale l'ensemble des immeubles — murs, parc — pour la somme de 3 millions de fr.. Au mois de septembre, elle acquiert de la famille Dulong, pour la somme de 500 000 fr., le fonds de commerce.
Le 20 janvier 1975, le parc est officiellement ouvert au public.
Dans la nuit du dimanche 25 au lundi 26 octobre 1981, un incendie le détruit en partie. Les travaux de réhabilitation commencent le 17 juin 1988. Le 15 décembre 1990, l'Impérial Palace devient un complexe hôtelier haut de gamme. Il est géré par le groupe allemand Hopf Holding, la ville restant propriétaire de l'ensemble du site et des murs.
À compter du 1er août 2013, le groupe hôtelier savoyard PVG, de La Clusaz est devenu propriétaire de la société gestionnaire de l’Impérial Palace.

## Parc de l'Impérial
Le parc de l'Impérial est inscrit au titre des monuments historiques.

## Architecture

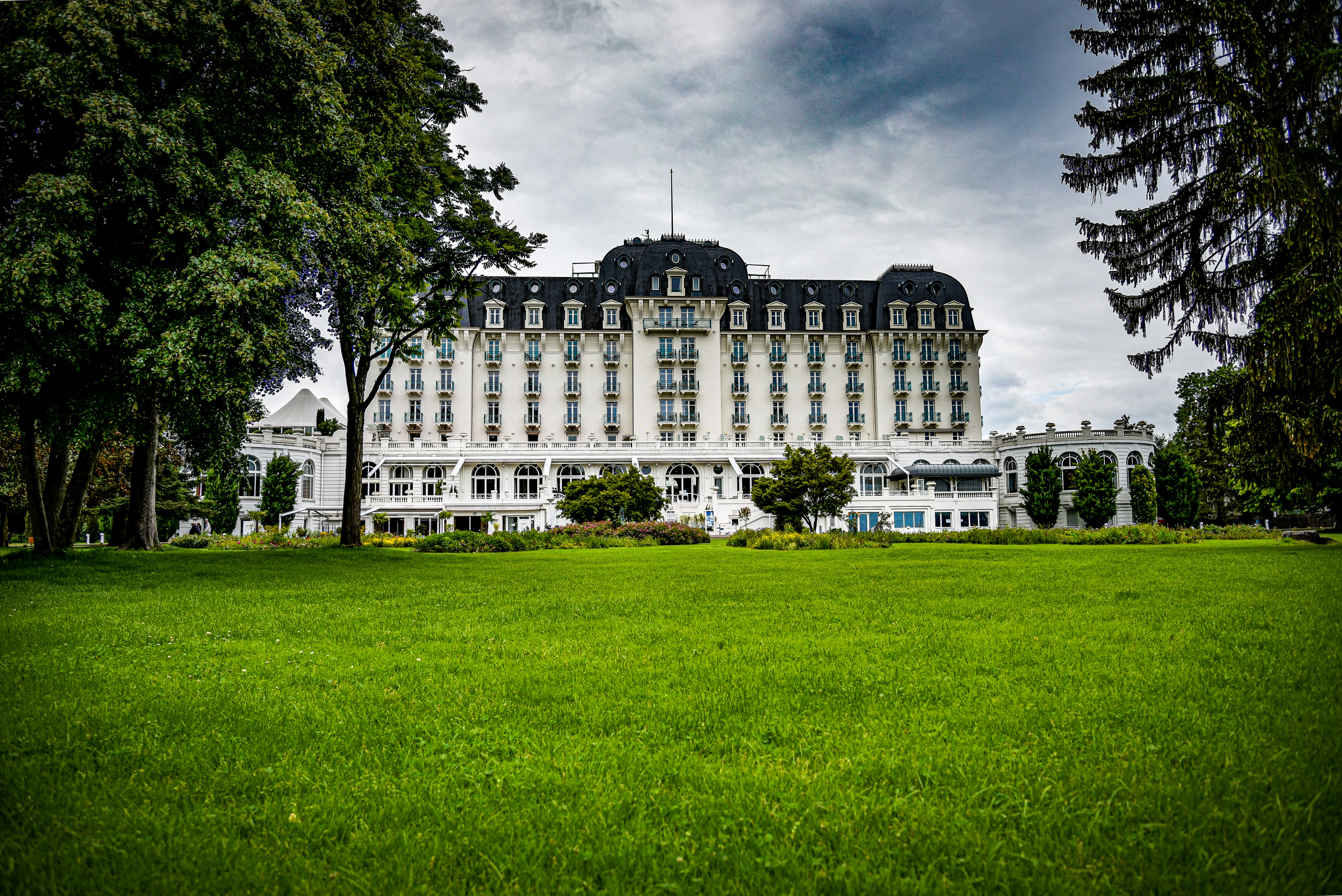
Vue depuis le parc Charles BOSSON (Façade Sud)
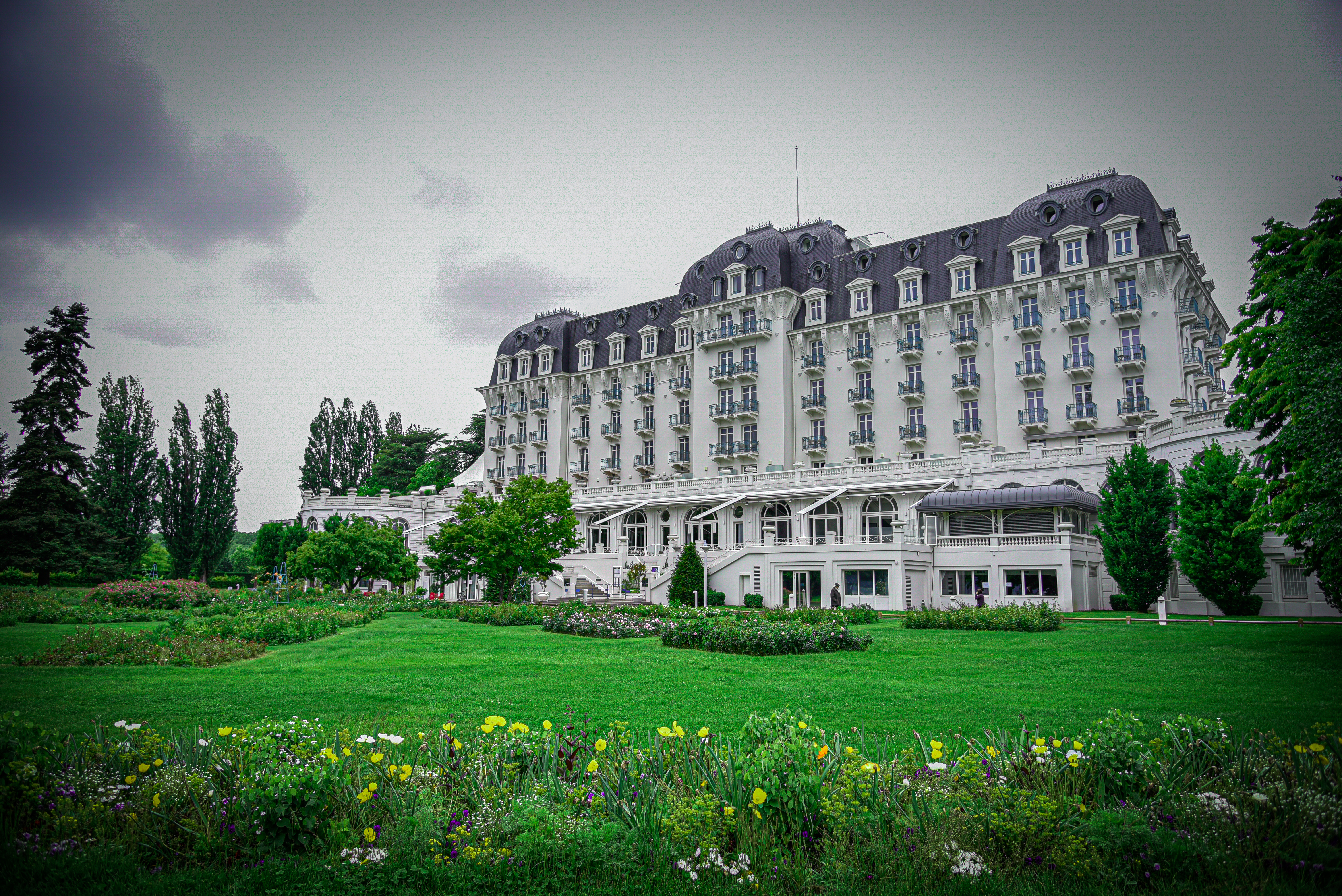
Jardin (Façade Sud)
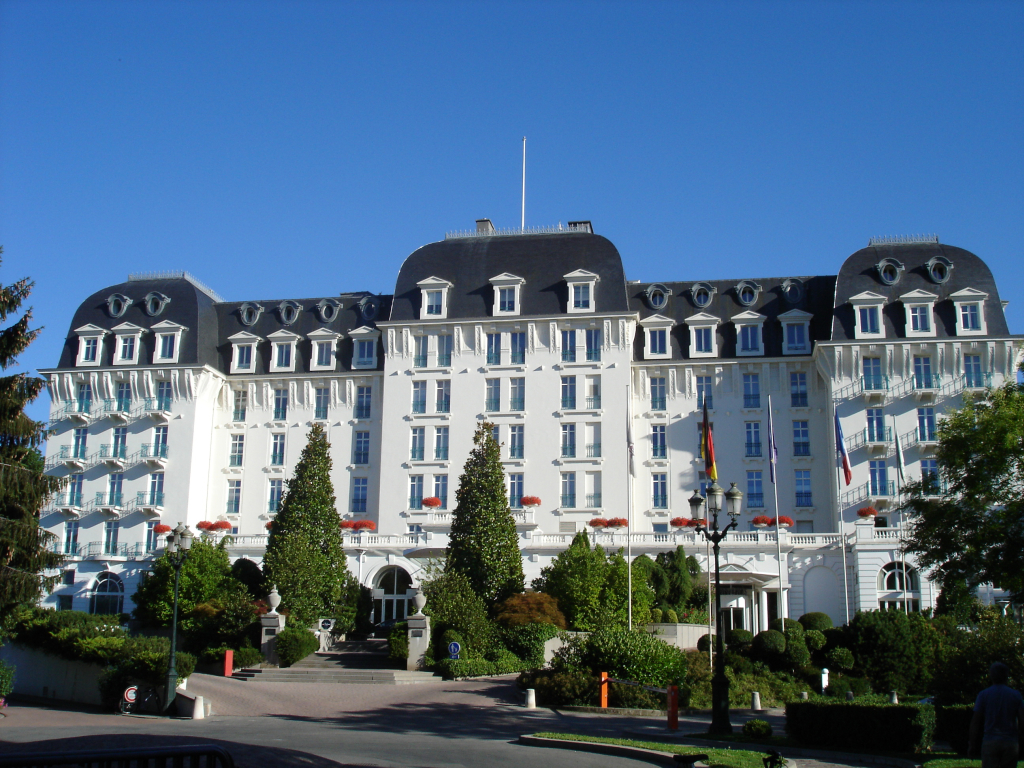
Entrée (Façade Nord)
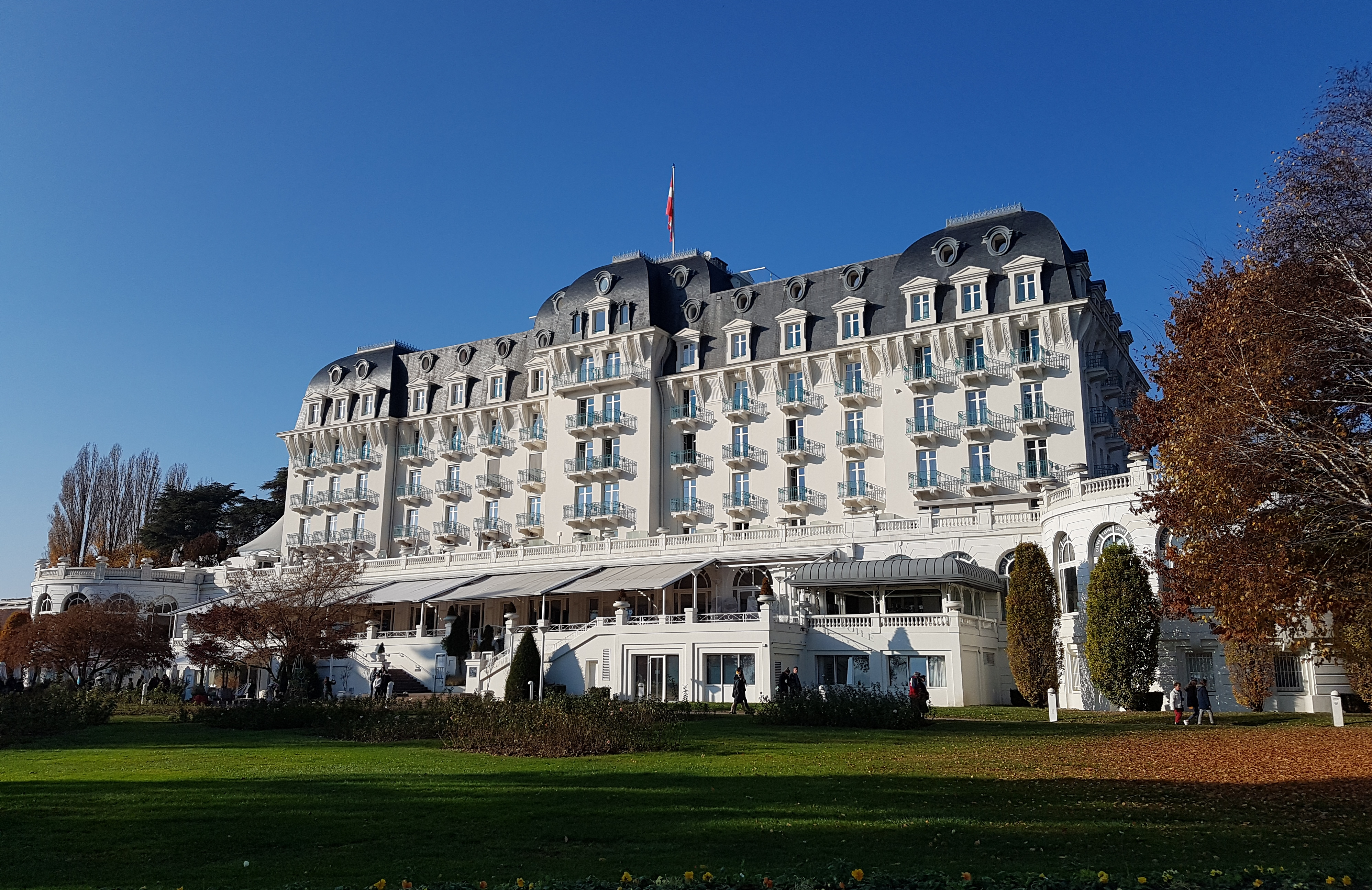
Terrasse (Façade Sud)

Des barreaux en fer forgé des balcons comprennent des motifs en forme de svastika, qui est une représentation lévogyre (qui tourne à gauche) de la croix gammée nazie dont il était possible d’en apercevoir une en page de garde sur le film de présentation désormais modifié du site internet de l’Impérial Palace. Si, durant la Seconde Guerre mondiale, l’hôtel a été occupé par des soldats allemands, les motifs des balcons situés au 3e étage datent de la construction de l’Impérial Palace en 1913.

## Controverses

### Controverse concernant l'université d'été du Front National
Interdit à Pau et refusé à Reuilly, le Front national (FN) a été autorisé à y tenir son université d’été, du 28 au 30 août 2002, après l’accession en date du 21 avril 2002 de son candidat et chef de file Jean-Marie Le Pen au second tour de l’élection présidentielle.
En effet, en vue de l’organisation de l’université d’été du FN, l’Institut de Formation des Élus Locaux (IFOREL), association liée à ce parti politique, avait conclu le 8 juillet 2002 avec l'Impérial Palace un contrat réservant le centre de congrès pour la période du 26 au 30 août 2002 et versé des arrhes, d’un montant de 17 340,90 €, correspondant au tiers du montant de ce contrat.
Le maire d’Annecy a fait part le 29 juillet 2002 au président du directoire de l'Impérial Palace de son « refus de la tenue de l’Université d’été du FN au centre de congrès de l’Impérial », et il a, par un autre courrier du même jour, mis en demeure la société de se conformer à ce refus, en se référant aux clauses relatives à la résiliation du contrat d’affermage du 28 octobre 1993.
L'Impérial Palace, qui avait déjà indiqué à l’IFOREL, le 25 juillet 2002 que la ville d’Annecy lui interdisait de mettre les salles du centre de congrès à la disposition du FN, a résilié, le 5 août 2002, le contrat de réservation conclu avec cette association et passé avec elle un autre contrat, relatif à l’accueil, du 25 au 28 août, d’un simple séminaire de formation.
Ainsi, contrairement à ce que soutenait l’Impérial Palace dans son mémoire, transmis au Conseil d’État le jour même de l’ordonnance des référés (no 249666 du 19 août 2002),, à savoir, « la résiliation du premier de ces contrats rend le litige sans objet », il s’avère, comme le dit le Conseil d’État, que « la résiliation du contrat de réservation initial ne rend pas celle-ci sans objet », puisqu'un second contrat subsistait, ce qui avait pour effet de lier le FN avec l’Impérial Palace, dont l'entreprise ne pouvait se soustraire de ses obligations, ceci malgré l’opposition de la mairie d’Annecy et de la communauté d’agglomération annécienne, propriétaire du bâtiment. D’où la volonté manifeste de l’Impérial Palace d’accueillir le FN.
De plus, pour justifier la réception du FN, l’Impérial Palace, par la voix du président de son directoire, se range sous la loi du 16 novembre 2001 sur la lutte contre les discriminations qui ne concerne que les différences au travail, par la modification du Code du travail et de la loi du 13 juillet 1983 sur les droits et obligations des fonctionnaires, ainsi que l’aspect des personnes, par l’aménagement du Code pénal, et qui ne s’adresse pas à toute distinction relative aux opinions politiques à l’inverse de ce qu’affirme à tort l’Impérial Palace dans la presse étrangère.

### Controverse concernant le centre de congrès
Situé dans l’aile ouest attenante à l’hôtel et au casino, le centre de congrès propose des prestations pour des journées d'étude, séminaires, congrès, etc. L'agglomération d'Annecy a lancé un projet complémentaire de construction d'un centre d'expositions, de séminaires et de congrès de 10 000 m2 en novembre 2010, situé sur la péninsule d'Albigny à l'est de l'Imperial Palace, suscitant l'opposition d'une partie la population annécienne. Le site envisagé est en effet en bordure immédiate du lac d'Annecy. Des recours en justice basés sur la non-conformité du Plan Local d'Urbanisme (PLU) avec la Loi Littorale aboutissent à l'annulation par le Tribunal Administratif de Grenoble en 2014 d'une partie de ce PLU , puis en décembre 2016 à l'annulation de la Déclaration d'Utilité Publique (DUP). La confirmation de cette dernière annulation par la Cour Administrative d'Appel de Lyon en juin 2019 conduit l'Agglo d'Annecy à abandonner le projet de centre de congrès sur ce site.